# 被災市街地復興推進地域
被災市街地復興推進地域（ひさいしがいちふっこうすいしんちいき）は、1995年に制定された被災市街地復興特別措置法に基づき、大規模な火災や震災等の災害を受けた市街地について、緊急かつ健全な復興を推進するために定める地域のことである。

## 概要
被災市街地復興特別措置法は、1995年1月17日に発生した阪神・淡路大震災が契機となり、1995年2月26日に制定された。被災市街地復興特別措置法では、被災市街地復興推進地域や、被災市街地復興土地区画整理事業などが定められた。この法律に基づき、建築物の集中的な倒壊や面的な焼失が生じた区域で、公共施設の整備状況や土地利用の動向等から、そのまま放置しておけば不良な街区が形成されるおそれのある区域について、必要最小限の建築行為等の制限を行うとともに、面的な整備事業により当該区域のできるだけ早期に整備がされるよう、都市計画において「被災市街地復興推進地域 」の指定が可能となった。
被災市街地復興推進地域は、
- 大規模な火災、震災その他の災害により当該区域内において相当数の建築物が滅失したこと[4]。
- 公共の用に供する施設の整備の状況、土地利用の動向等からみて不良な街区の環境が形成されるおそれがあること[4]。
- 当該区域の緊急かつ健全な復興を図るため、土地区画整理事業、市街地再開発事業その他建築物若しくは建築敷地の整備又はこれらと併せて整備されるべき公共の用に供する施設の整備に関する事業を実施する必要があること[4]。

が要件である。この3つの要件を満たすことで、被災市街地復興推進地域を定めることができる。この区域では、災害が起きてから最長で2年間を期限に、建築物の建築などに一定の制限がかかる。被災市街地復興推進地域に関する都市計画に適合する0.5ヘクタール以上の規模の土地の形質の変更で、当該被災市街地復興推進地域の他の部分についての市街地開発事業の施行その他市街地の整備改善のため必要な措置の実施を困難にしないものや、建築物又は自己の業務の用に供する工作物（建築物を除く。）の新築、改築又は増築の用に供する目的で行う土地の形質の変更で、その規模が政令で定める規模未満のものの許可の申請があった場合は、都道府県知事等が許可しなければならない（法7条2項）。土地造成や建物建築に知事の許可が必要だが、移転や取り壊しが容易な2階建て以下の木造や鉄骨、コンクリートブロック造りなど敷地面積300㎡未満の建物の建築は許可される。また、この知事（または市長）の許可が得られないために土地所有者に著しい支障が生ずる場合には、都道府県・市町村等は当該土地を時価で買い取るべきものとされている。住宅不足の著しい被災市街地復興推進地域において施行される被災市街地復興土地区画整理事業の事業計画においては、国土交通省令で定めるところにより、当該被災市街地復興推進地域の復興に必要な共同住宅の用に供すべき土地の区域（以下「復興共同住宅区」という。）を定めることができる（法11条第1項）。

## 被災市街地復興推進地域の適用事例
1995年3月17日に神戸市御菅地区で初めて適用された。また、神戸市六甲道駅周辺、森南地区、松本地区、新長田駅周辺、湊川1・2丁目、神前2丁目北、尼崎市築地地区、西宮市森具地区、西宮北口駅北東、宝塚市売布神社駅前、仁川駅前、花の道周辺、芦屋市芦屋西部、芦屋中央、北淡町（現:淡路市）富島に決定された。2011年には、東日本大震災の被災地である石巻市、気仙沼市、名取市、東松島市、女川町、南三陸町に適用され、2012年には、仙台市、釜石市、陸前高田市、大槌町に適用された。2016年に発生した熊本地震の被災地である益城町で2017年3月10日に都市計画の決定が行われた。令和2年7月豪雨の被災地である人吉市で2021年7月21日に都市計画の決定が行われた。